# Kelsey Griffin
Kelsey Michelle Griffin (ur. 2 lipca 1987 w Anchorage) – amerykańska koszykarka występująca na pozycji silnej skrzydłowej, posiadająca także australijskie obywatelstwo, reprezentantka tego kraju, obecnie zawodniczka Canberra Capitals.
W 2005 została wybrana najlepszą zawodniczką szkół średnich stanu Alaska.
W 2013 była jedną z kandydatek do WNBA Most Improved Player Award.
28 lutego 2019 podpisała umowę z Minnesotą Lynx.

## Osiągnięcia
Stan na 18 stycznia 2022, na podstawie, o ile nie zaznaczono inaczej.

### NCAA
- Uczestniczka rozgrywek:
  - Sweet 16 turnieju NCAA (2010)
  - II rundy turnieju NCAA (2008, 2010)
  - turnieju NCAA (2007, 2008, 2010)
- Mistrzyni sezonu regularnego konferencji Big 12 (2010)
- Zawodniczka roku Big 12 (2010)
- MVP turnieju Saint Mary's Hilton Concord Thanksgiving (2009)
- Najlepsza pierwszoroczna zawodniczka Big 12 (2006)
- Laureatka Lowe's Senior CLASS Award (2010)
- Zaliczona do I składu:
  - All-American (2010 przez WBCA, Associated Press, USBWA, kapitułę Wodena)
  - Big 12 (2007, 2008, 2010)
  - defensywnego Big 12 (2010)
  - najlepszych pierwszorocznych zawodniczek Big 12 (2006)
  - turnieju:
    - State Farm Classic (2006)
    - Veterans Day Classic (2006)
    - Miami Thanksgiving Classic (2005)

  - Big 12 Winter Good Works (2007)
- Drużyna Nebraska Cornhuskers zastrzegła należący do niej numer 23

### WNBA
- Zaliczona do I składu debiutantek WNBA (2010)

### Inne drużynowe
- Mistrzyni Australii (WNBL – 2013, 2014, 2019, 2020[5])
- Wicemistrzyni Australii (2015)

### Inne indywidualne
- MVP:
  - sezonu regularnego WNBL (2019)
  - finałów WNBL (2013, 2014, 2019)
- Defensywna zawodniczka roku WNBL (2015)
- Zaliczona do I składu WNBL (2015, 2016)
- Liderka WNBL w:
  - zbiórkach (2019, 2020)
  - przechwytach (2013)

### Reprezentacja
- Mistrzyni Igrzysk Wspólnoty Narodów (2018)
- Wicemistrzyni Azji (2017)
- MVP mistrzostw Azji (2017)
- Zaliczona do I składu mistrzostw Azji (2017)